# Taddeo Barberini
Taddeo Barberini (1603, Řím – 1647, Paříž) byl italský šlechtic z rodu Barberiniů s titulem Princ z Palestriny. Papež Urban VIII. ho jmenoval Gonfalonierem. (Církevní nebo papežský gonfalonier, latinsky Vexillifer Ecclesiæ, byl vysoce prestižní vojenský a politický úřad kanceláře papežských států.) Taddeo byl velitelem papežské armády. Papež Urban VIII. byl proslaven svým nepotismem a tak Taddeo se svými bratry kardinály Francescem a Antoniem Barberinim formoval italskou politiku, náboženství, umění, hudbu a architekturu 17. století.

## Životopis
Barberini se narodil v roce 1603 jako syn Carla Barberiniho a Costanzy Magalotti, sestry kardinála Lorenza Magalottiho. Jeho bratři Francesco a Antonio se také stali kardinály, když se jejich strýc Urban VIII. stal papežem. Stejně jako jeho bratři byl i Taddeo vzděláván v jezuitské škole "Collegio Romano".

## Pontifikát Urbana VIII.
V roce 1623 byl Maffeo Barberini zvolen papežem Urbanem VIII. a Taddeo Barberini si rázem výrazně polepšil. Téměř okamžitě byl jmenován gonfalonierem a velitelem papežské armády stejně tak jako jeho bratr Antonio. Během pozdějších papežských konfliktů velel papežským a žoldáckým jednotkám.
V roce 1624 převzal Taddeo kontrolu nad vévodstvím Urbino. Po smrti Federica Ubaldo della Rovere, vévody z Urbina v roce 1631 se vévodství stalo součástí papežského státu.
Dne 14. října 1627 se Taddeo Barberini oženil s Annou Colonnou, dcerou Filippa I. Colonny. Bohoslužbu vedl sám papež v Castel Gandolfo. Dohoda mezi rodinami Barberini a Colonna, kterou vypracoval kardinál Fabrizio Verospi, stanovila věno v hodnotě přibližně 180 000 scudi, které zahrnovalo hotovost a úvěr, jakož i hrad Colonna v Anticoli. Předpokládá se, že převod regionu Palestrina mezi oběma rodinami byl spojen s dohodou; byla to část věna Anny Colonny. Po převodu se Colonna stala lénem rodiny Barberini, což rodině umožnilo aby Taddeo dostal titul Princ z Palestriny. Titul byl předáván v rodině Barberini a Palestrina zůstávala rodinným majetkem. Taddeův syn Carlo Barberini se později vzdal svého práva zdědit titul svého otce na který měl jako nejstarší syn právo a stal se kardinálem. Dědičný titul proto přešel na jeho druhého syna Maffea.
Jako Princ z Palestriny se Taddeo pustil do oprav budov a zaváděl nové služby. Nechal přestavět rodinný palác v Palestrině a jeho syn Maffeo nechal později poblíž vybudovat kostel. Taddeo také vybudoval malé soukromé kasino, které fungovalo po několik let jeho vlády, ale bylo uzavřeno, když další knížata už neměla zájem o hazardní hry.

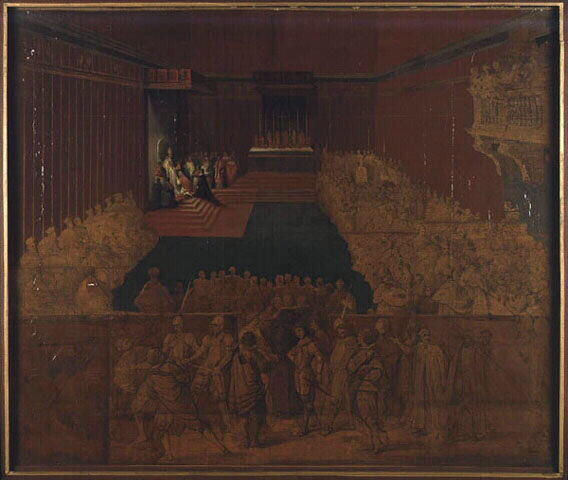
Oslava jmenování Taddea do funkce římského prefekta Urbanem VIII.

Během pontifikátu Urbana VIII. byl Taddeo jmenován guvernérem Borga, římského regionu, velitelem papežské armády a římským prefektem. Taddeovo jmenování prefektem bylo oslavováno s velkou pompou a extravagancí.
Odhaduje se, že do roku 1632 měl Taddeův majetek hodnotu až 4 milionů scudi.  Od roku 1635 jeho majetek rostl o 100,000 scudi ročně.

## Válka o Castro
V roce 1639 přicestoval do Říma Odoardo Farnese, vévoda z Parmy a Piacenzy, a během své návštěvy se mu podařilo urazit své bratry kardinály. Papež Urban VIII. reagoval zákazem dodávek obilí z oblastí kontrolovaných rodinou Farnese. Když Farnese poté nebyli schopni splácet své dluhy, poslal papež exekutory. Nakonec papežské jednotky Castro obsadily během války o Castro. Papežovy síly vedl Antonio Barberini, polní velitel žoldáků Luigi Mattei a Fabrizio Savelli. Když se Savelli ukázal jako nepříliš horlivý velitel, byl odvolán do Říma a místo něho byl jmenován velitelem Taddeo Barberini.
Castro padlo bez výrazného odporu a vítězství oslavoval v písni rodinný skladatel rodiny Barberini, Marco Marazzoli. Vítězství však nemělo dlouhého trvání a poté papežští vojáci utrpěli řadu rozhodujících ztrát. Papež Urban VIII. byl nucen přijmout porážku a podepsal mírovou smlouvu s vévodou Farnese ve snaze zabránit mu v pochodu na samotný Řím.

## Exil a smrt
V roce 1644 zemřel Taddeův strýc papež Urban VIII. a kardinálský sbor zvolil jeho nástupcem Innocence X. z rodiny Pamphili. Na papežském konkláve v roce 1644 uzavřeli Taddeovi bratři kardinálové s novým papežem dohodu, jež měla zajistit zabezpečení bohatství jejich rodiny. Nový papež však odmítl dohodu dodržet a zahájil vyšetřování údajného zneužívání financí během války o Castro. Taddeo Barberini a jeho bratři byli nuceni odejít do exilu a v roce 1646 uprchli do Paříže, kde je podporoval kardinál Jules Mazarin. Taddeova manželka Anna Colonna naléhala na papeže aby rodině ponechal majetek. S tím papež souhlasil, ale Barberinové byli nuceni zůstat v exilu ještě několik let.
Taddeo Barberini zemřel v roce 1647 v exilu ve Francii, aniž by Řím znovu viděl.

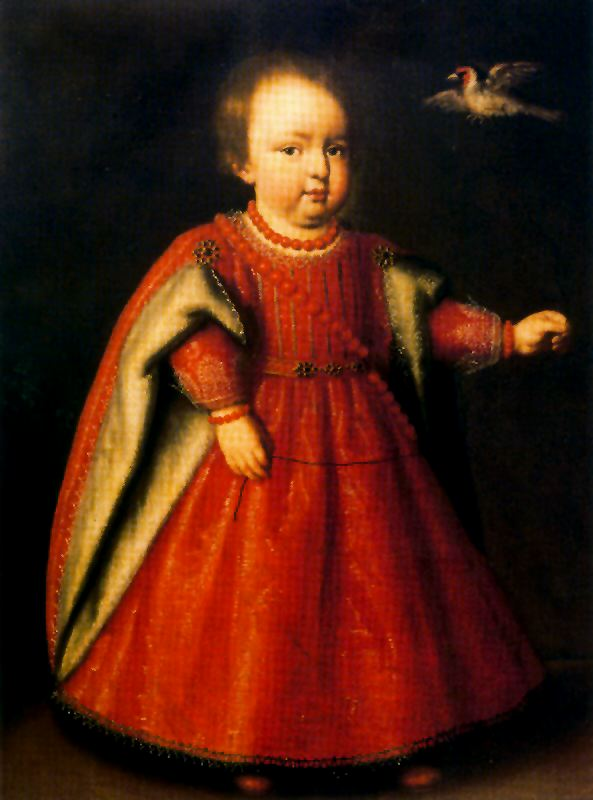
Camilla Barberini jako dítě, krátce před svou smrtí, malíř Tiberio Tito.

## Potomci
Taddeo a Anna Colonna měli pět dětí:
- Lucrezia Barberini (1628–1699), manžel Francesco I. d'Este, vévoda z Modeny
- Camilla Barberini (1629–1631), zemřela jako dítě
- Carlo Barberini (1630–1704), kardinál
- Maffeo Barberini (1631–1685), Princ z Palestriny
- Niccolò Maria Barberini (1635–1699)